# El arca
El arca es una película animada de cine de Argentina de 2007 dirigida por Juan Pablo Buscarini. El filme narra la historia del arca de Noé con animales antropomórficos, y se centra más en el punto de vista de los animales. La historia sigue la tradición bíblica, pero tanto los humanos como los animales son vistos como criaturas que pueden hablar entre sí, y cuando Noé pone a los animales en su arca, estos quieren comerse o pelearse unos con otros.
En un principio el presupuesto para la producción del film iba a ser de solo 1 millón de dólares estadounidenses, pero Buscarini convenció a Patagonik Film Group de que con ese presupuesto no podían competir con las extranjeras, y así el mismo aumentó considerablemente, pasando a ser una de las películas animadas más caras de la historia de Argentina. Fue estrenada el 5 de julio de 2007 en Argentina y el 20 de diciembre de 2007 en España.

## Personajes
- Noé: Hombre de fe y coprotagonista de la cinta. El elegido de Dios por su inagotable bondad en un mundo moralmente devastado. Tal es su fe en el mandato celestial que sin descanso construirá la más impresionante nave que cualquiera pueda imaginar, convirtiéndose en el precursor de toda la industria naviera.
- Xiro: un león que es el Protagonista principal de la cinta,antes de abordar el Arca, Xiro, el príncipe heredero, solo tenía tres preocupaciones: sus novias, sus músculos y su cabellera.
- Kairel: secretamente enamorada de Xiro, lo ayudará a convertirse en el rey capaz de unir a animales y humanos, para encontrar juntos el camino hacia el Nuevo Mundo.
- Jafet, Sem y Cam: Noé tiene tres hijos, el inteligente Jafet, el noble Sem y el enérgico Cam. De la suma de los tres quizás saldría un hijo único perfecto.
- Miriam, Sara y Edith: las nueras de Noé, como era de esperar, se llevan mal entre ellas.
- Bombay: masajista personal y consejero espiritual de Xiro, será el receptor de sus primeras concesiones a bordo.
- Farfán y Esther: sinónimo de «mercader», Farfán y Esther viven aprovechándose de la bondad del pobre Noé. Cuando el mundo se inunde por completo, optarán por disfrazarse con pieles de animales para subsistir a bordo, convertidos en una nueva y exótica especie, los «Saltafontes».
- Los depredadores: liderados por el tigre de bengala Dagnino. Todo malo siempre tiene un séquito de pendencieros a su alrededor. En este caso son Coco el cocodrilo, Cachito el puma, Patricio el buitre, Ludo el lobo y Panty la pantera negra, quienes no tienen la más mínima intención de llevar una vida vegetariana a bordo.
- Álvaro: un cerdo quien es Amigo de Xiro.

## Reparto (voces)
| Personaje     | Actor de voz (Argentina) | Actor de doblaje (España) |
| ------------- | ------------------------ | ------------------------- |
| Noé           | Juan Carlos Mesa         | Florentino Fernández      |
| Farfán        | Jorge Guinzburg          | Carlos Ysbert             |
| Jafet         | Alejandro Fantino        | David Robles              |
| Miriam        | Mariana Fabbiani         | Belén Rodríguez           |
| Kairel        | Lucila Gómez             | Natalia                   |
| Xiro          | Mariano Chiesa           | Florentino Fernández      |
| Cachito       | Alejandro Dolina         | José Padilla              |
| Reina Oriana  | Magdalena Ruiz Guiñazú   | Conchita Núñez            |
| Loro Pity     | Lalo Mir                 | Juan Carlos Lozano        |
| Rey León Sabú | Rolo Villar              | Aparicio Rivero           |
| Cerdo Chancho | David Rotemberg          | Juan Carlos Lozano        |
| Leona Bruma   | Carolina Ibarra          | Inés Blázquez             |
| Palomo Pepe   | Diego Topa               | Fernando Cabrera          |
| Bombay        | Gustavo Bonfigli         | Juan Rueda                |
| Dios          | Enrique Porcellana       | Alfredo Landa             |
| Ángel         | Diego Brizzi             | Adolfo Moreno             |
| Pantera Panty | Mara Campanelli          | Mercedes Cepeda           |
| Ludo          | Alejandro Outeyral       | José Luis Angulo          |